# Governo Drakeford II
Il governo Drakeford II è stato il governo guidato dal partito laburista formatosi dopo le elezioni parlamentari il 6 maggio 2021, con Mark Drakeford riconfermato Primo Ministro il 12 maggio 2021.

## Situazione Parlamentare
| Camera             | Collocazione | Partiti                                          | Seggi   |
| ------------------ | ------------ | ------------------------------------------------ | ------- |
| Parlamento gallese | Maggioranza  | Laburisti (30)                                   | 30 / 60 |
| Parlamento gallese | Opposizione  | Conservatori (16), Plaid Cymru (13), Lib-Dem (1) | 30 / 60 |

## Composizione
Partito Laburista Gallese
| Carica                                                | Titolare | Titolare | Titolare         | Partito   |
| ----------------------------------------------------- | -------- | -------- | ---------------- | --------- |
| Primo Ministro                                        |          |          | Mark Drakeford   | Laburista |
| Affari rurali e Galles del Nord (Leader della Camera) |          |          | Lesley Griffiths | Laburista |
| Finanze ed enti locali                                |          |          | Rebecca Evans    | Laburista |
| Salute e servizi sociali                              |          |          | Eluned Morgan    | Laburista |
| Economia                                              |          |          | Vaughan Gething  | Laburista |
| Giustizia sociale                                     |          |          | Jane Hutt        | Laburista |
| Cambiamenti climatici                                 |          |          | Julie James      | Laburista |
| Istruzione e lingua gallese                           |          |          | Jeremy Miles     | Laburista |
| Costituzione Consigliere generale per il Galles       |          |          | Mick Antoniw     | Laburista |